# Devil's Golf Course
Le Devil's Golf Course (en français « parcours de golf du diable ») est un grand plateau couvert de sel et de boues séchées situé dans le désert des Mojaves, à l'intérieur du parc national de la vallée de la Mort en Californie. Ce lieu a été nommé ainsi en 1934, en référence au guide édité par l'agence National Park Service où il était écrit que « Seul le diable pourrait jouer au golf sur un tel parcours » (« Only the devil could play golf on such rough links ») à cause des formations de halite.

## Description
Le lac Manly recouvrait autrefois la vallée à une profondeur de 9 mètres. Le sel actuel est composé des minéraux qui ont été dissous dans l'eau du lac et laissé dans le bassin de Badwater une fois le lac évaporé. Comme le site est surélevé par rapport au bassin, le Devil's Golf Course reste sec, ce qui permet à l'érosion de sculpter le sel et de lui donner des formes complexes.
Les forages menés par la Pacific Coast Borax Company, avant que Death Valley ne devienne un parc national en 1934, ont permis de découvrir que le sel et les lits de gravier pouvaient atteindre une profondeur de plus de 300 mètres. Plus tard, des études suggèrent qu'en certains endroits (en face d'Artiste Drive) la profondeur pouvait atteindre 1 200 mètres voire 2 700 mètres à Mormon Point et Bennett's Well.

## Accès
L'accès à Devil's Golf Course se fait via une route de gravier d'environ 2 kilomètres, fermée par temps de pluie. Le site n'étant pas un vrai parcours de golf, il ne doit pas être confondu avec le parcours de golf de Furnace Creek qui se trouve aussi dans la vallée de la Mort.

## Galerie

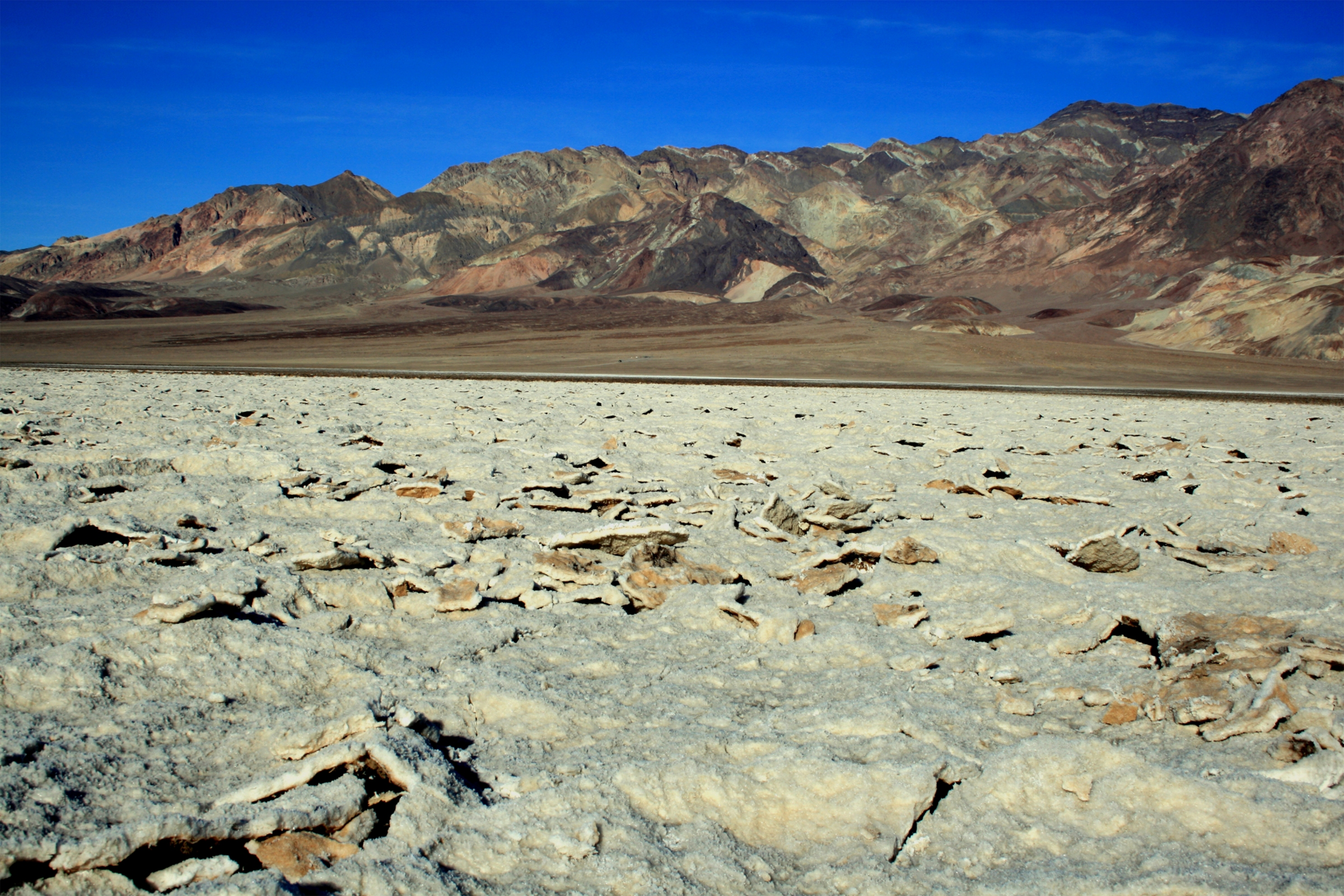
La boue et le sel.
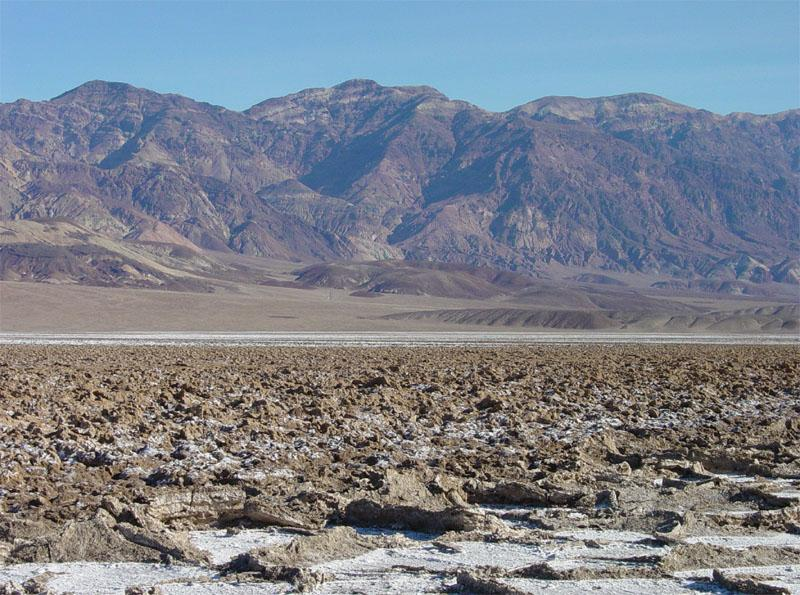
Avec les Black Mountains en arrière-plan.
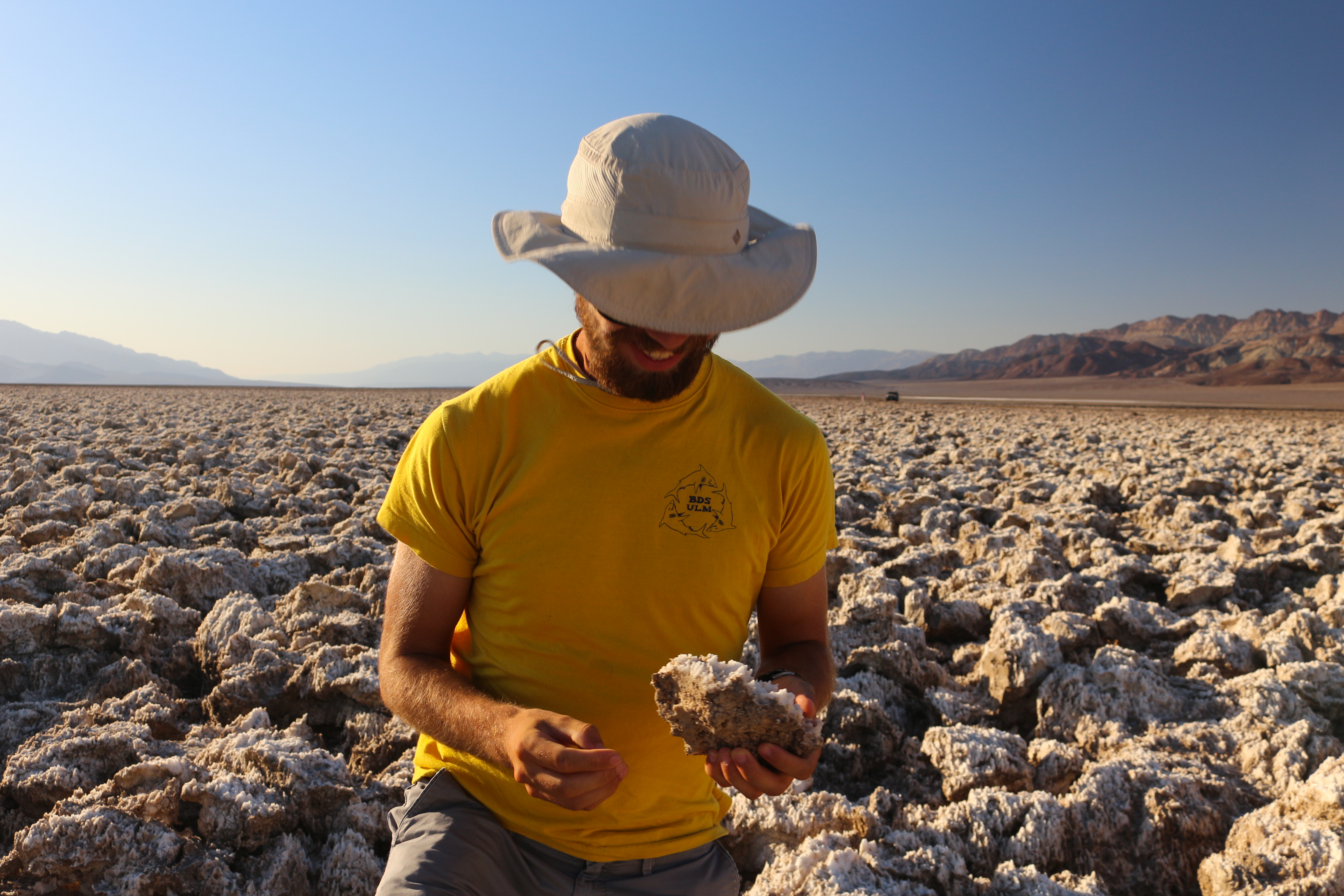
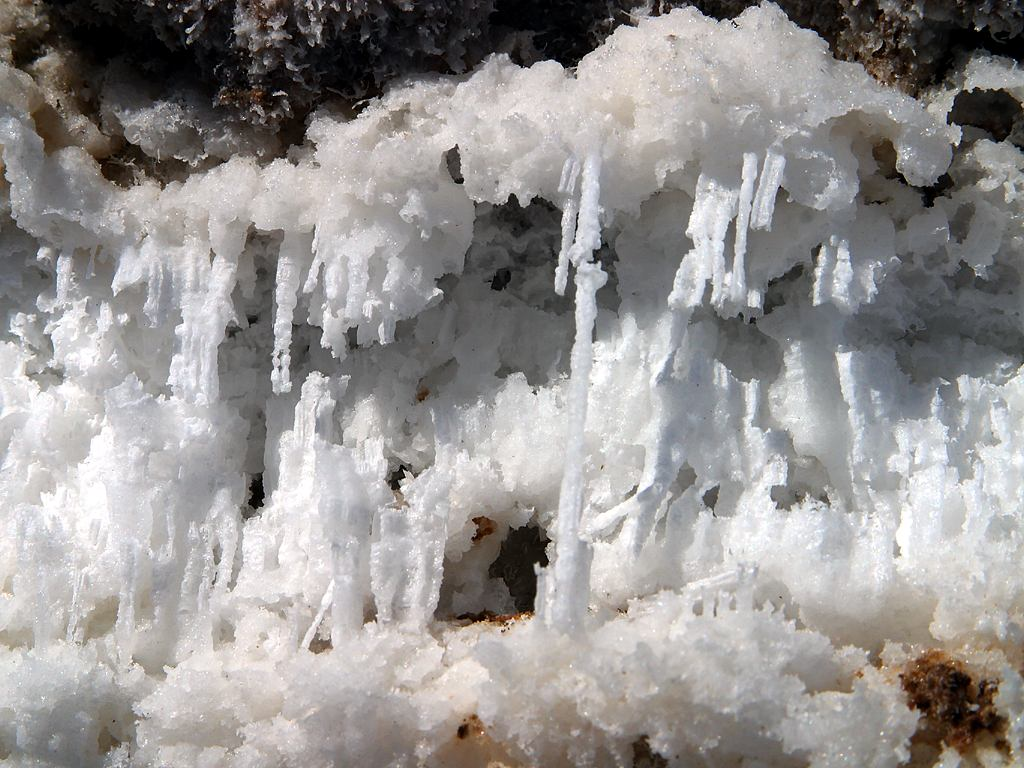
Cristaux de sel.
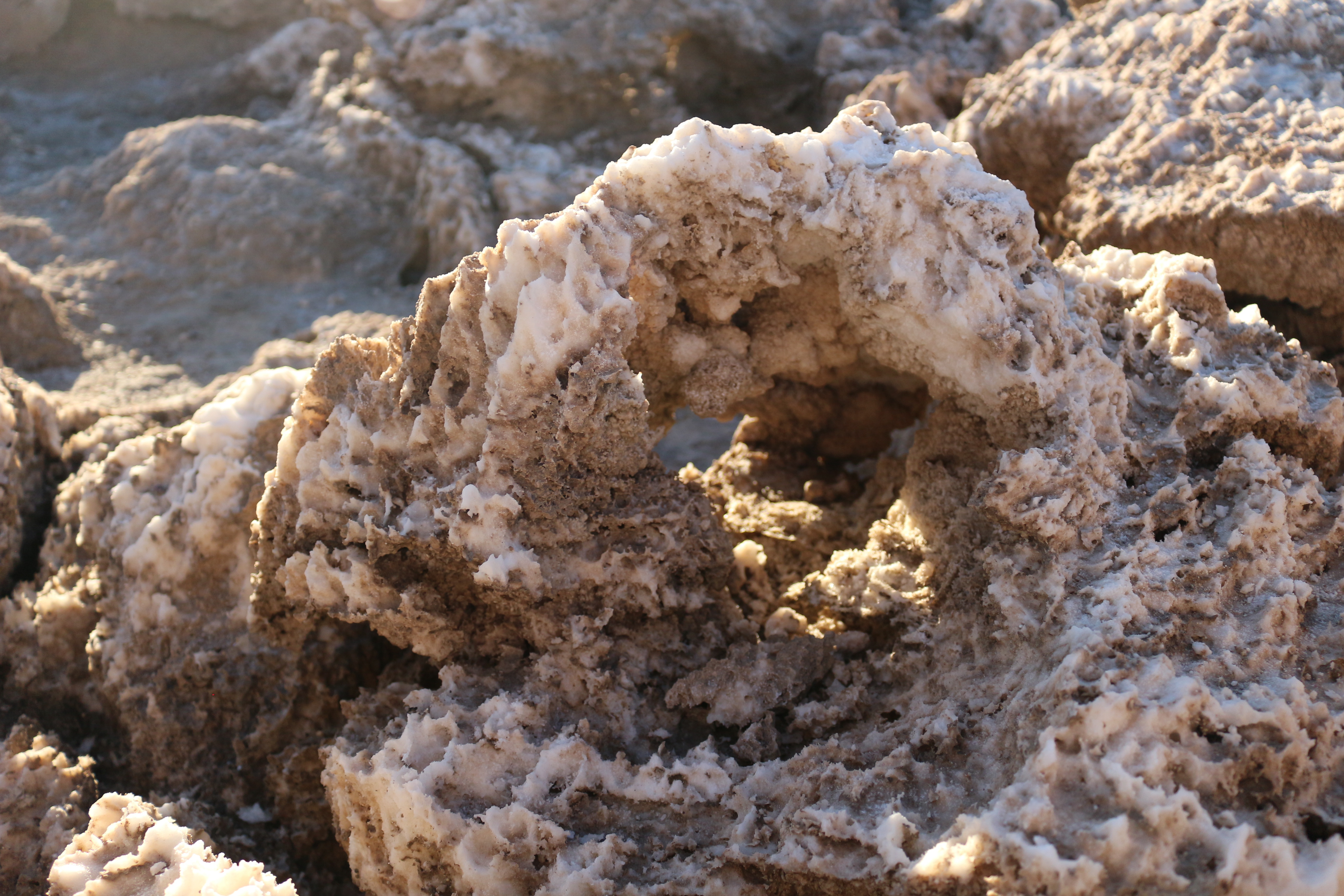
Détail des cristaux de sel pris dans la boue.